# Luther (televíziós sorozat)
A Luther 2010 és 2019 között bemutatott brit televíziós sorozat. A műsor alkotója Neil Cross, a történet pedig a metropolitani rendőrség nyomozójáról szól, aki nem fel piszkos módszerekhez nyúlni a nyomozás során. A főbb szereplők közt megtalálható Idris Elba, Ruth Wilson, Steven Mackintosh, Indira Varma és Paul McGann.
A sorozatot az Egyesült Királyságban a BBC One adta 2010. május 4. és 2019. január 4. között. Magyarországon először az M1 mutatta be 2013. január 8-án, később az HBO 3 is műsorra tűzte.

## Cselekmény
John Luther nyomozó egy kiemelt bűnügyeket hajszoló osztály elhivatott főfelügyelője. Luther megszállotja a munkájának, mindig az élvezi nála az elsőbbséget és a célja érdekében nem fél erőszakos lenni. A sorozat elején Luther több hónapos pihenő után tér vissza a munkába, mivel egy sorozatgyilkos elkapása után idegösszeroppanást kapott. Első új ügye egy gyilkosság, amit egy Alice Morgan nevű nő követett el, azonban Luther sehogy se képes rábizonyítani az esetet.

## Szereplők
| Karakter           | Színész             | Magyar hang      | Évad       | Évad       | Évad         | Évad         | Évad       | Film     |
| Karakter           | Színész             | Magyar hang      | 1          | 2          | 3            | 4            | 5          | Film     |
| ------------------ | ------------------- | ---------------- | ---------- | ---------- | ------------ | ------------ | ---------- | -------- |
| John Luther        | Idris Elba          | Kálid Artúr      | Főszerep   | Főszerep   | Főszerep     | Főszerep     | Főszerep   | Főszerep |
| Alice Morgan       | Ruth Wilson         |                  | Főszerep   | Főszerep   | Mellékszerep |              | Főszerep   |          |
| Ian Reed           | Steven Mackintosh   |                  | Főszerep   |            |              |              |            |          |
| Zoe Luther         | Indira Varma        |                  | Főszerep   |            |              |              |            |          |
| Mark North         | Paul McGann         |                  | Főszerep   | Főszerep   |              |              | Visszatérő |          |
| Rose Teller        | Saskia Reeves       |                  | Főszerep   |            |              |              |            |          |
| Justin Ripley      | Warren Brown        |                  | Főszerep   | Főszerep   | Főszerep     | Mellékszerep |            |          |
| Martin Schenk      | Dermot Crowley      | Barbinek Péter   | Főszerep   | Főszerep   | Főszerep     | Főszerep     | Főszerep   | Főszerep |
| Erin Gray          | Nikki Amuka-Bird    |                  |            | Főszerep   | Főszerep     |              |            |          |
| Jenny Jones        | Aimee-Ffion Edwards |                  |            | Főszerep   |              |              |            |          |
| Baba               | Pam Ferris          |                  |            | Főszerep   |              |              |            |          |
| Toby Kent          | David Dawson        |                  |            | Főszerep   |              |              |            |          |
| Mary Day           | Sienna Guillory     |                  |            |            | Főszerep     |              |            |          |
| George Stark       | David O'Hara        |                  |            |            | Főszerep     |              |            |          |
| Benny Silver       | Michael Smiley      |                  | Visszatérő | Visszatérő | Visszatérő   | Főszerep     |            |          |
| Theo Bloom         | Darren Boyd         |                  |            |            |              | Mellékszerep |            |          |
| Emma Lane          | Rose Leslie         |                  |            |            |              | Főszerep     |            |          |
| Megan Cantor       | Laura Haddock       |                  |            |            |              | Főszerep     |            |          |
| George Cornelius   | Patrick Malahide    |                  |            |            |              | Főszerep     | Főszerep   |          |
| Catherine Halliday | Wunmi Mosaku        |                  |            |            |              |              | Főszerep   |          |
| Jeremy Lake        | Enzo Cilenti        |                  |            |            |              |              | Főszerep   |          |
| Vivien Lake        | Hermione Norris     |                  |            |            |              |              | Főszerep   |          |
| Odette Raine       | Cynthia Erivo       | Nádasi Veronika  |            |            |              |              |            | Főszerep |
| David Robey        | Andy Serkis         | Gyabronka József |            |            |              |              |            | Főszerep |

## Epizódok
| Évad | Évad | Részek száma | Részek száma | Eredeti sugárzás   | Eredeti sugárzás   | Eredeti adó | Magyar sugárzás   | Magyar sugárzás   | Magyar adó |
| Évad | Évad | Részek száma | Részek száma | Évadbemutató       | Évadzáró           | Eredeti adó | Évadbemutató      | Évadzáró          | Magyar adó |
| ---- | ---- | ------------ | ------------ | ------------------ | ------------------ | ----------- | ----------------- | ----------------- | ---------- |
|      | 1.   | 6            | 6            | 2010. május 4.     | 2010. június 8.    | BBC One     | 2013. január 8.   | n. a.             | M1         |
|      | 2.   | 4            | 4            | 2011. június 14.   | 2011. július 5.    | BBC One     | n. a.             | n. a.             | M1         |
|      | 3.   | 4            | 4            | 2013. július 2.    | 2013. július 23.   | BBC One     | n. a.             | n. a.             | M1         |
|      | 4.   | 2            | 2            | 2015. december 15. | 2015. december 22. | BBC One     | n. a.             | n. a.             | M1         |
|      | 5.   | 4            | 4            | 2019. január 1.    | 2019. január 4.    | BBC One     | 2019. február 20. | 2019. március 13. | HBO 3      |

## Díjak és jelölések
| Év   | Díj                                            | Kategória                                                                | Jelölt        | Eredmény |
| ---- | ---------------------------------------------- | ------------------------------------------------------------------------ | ------------- | -------- |
| 2010 | Crime Thriller Awards                          | Legjobb női mellékszereplő                                               | Saskia Reeves | Jelölve  |
| 2010 | Satellite Award                                | Legjobb színész – minisorozat vagy tévéfilm                              | Idris Elba    | Jelölve  |
| 2010 | Satellite Award                                | Legjobb színésznő – minisorozat vagy tévéfilm                            | Ruth Wilson   | Jelölve  |
| 2010 | Royal Television Society Craft & Design Awards | Legjobb főcímdizájn                                                      | Momoco        | Jelölve  |
| 2011 | Golden Globe-díj                               | Legjobb férfi főszereplő (minisorozat vagy tévéfilm)                     | Idris Elba    | Jelölve  |
| 2011 | NAACP Image Award                              | Legjobb férfi főszereplő tévéfilmben, minisorozatban vagy különkiadásban | Idris Elba    | Elnyerte |
| 2011 | NAACP Image Award                              | Legjobb tévéfilm, minisorozat vagy különkiadás                           | Luther        | Jelölve  |
| 2011 | Primetime Emmy-díj                             | Legjobb férfi főszereplő (televíziós minisorozat vagy tévéfilm)          | Idris Elba    | Jelölve  |
| 2012 | Critics' Choice Television Award               | Legjobb férfi főszereplő tévéfilmben vagy minisorozatban                 | Idris Elba    | Jelölve  |
| 2012 | Critics' Choice Television Award               | Legjobb tévéfilm vagy minisorozat                                        | Luther        | Jelölve  |
| 2012 | Golden Globe-díj                               | Legjobb férfi főszereplő (minisorozat vagy tévéfilm)                     | Idris Elba    | Elnyerte |
| 2012 | NAACP Image Award                              | Legjobb férfi főszereplő tévéfilmben, minisorozatban vagy különkiadásban | Idris Elba    | Jelölve  |
| 2012 | NAACP Image Award                              | Legjobb tévéfilm, minisorozat vagy különkiadás                           | Luther        | Jelölve  |
| 2012 | Primetime Emmy-díj                             | Legjobb rendezés (limitált vagy antológia sorozat vagy tévéfilm)         | Sam Miller    | Jelölve  |
| 2012 | Primetime Emmy-díj                             | Legjobb férfi főszereplő (televíziós minisorozat vagy tévéfilm)          | Idris Elba    | Jelölve  |
| 2012 | Primetime Emmy-díj                             | Legjobb limitált vagy antológia sorozat                                  | Luther        | Jelölve  |
| 2012 | Primetime Emmy-díj                             | Legjobb forgatókönyv (limitált vagy antológia sorozat vagy tévéfilm)     | Neil Cross    | Jelölve  |
| 2012 | Royal Television Society Programme Awards      | Legjobb drámasorozat                                                     | Luther        | Elnyerte |
| 2012 | Satellite Award                                | Legjobb színész – minisorozat vagy tévéfilm                              | Idris Elba    | Jelölve  |
| 2012 | Satellite Award                                | Legjobb minisorozat vagy tévéfilm                                        | Luther        | Jelölve  |
| 2013 | Crime Thriller Awards                          | Legjobb televíziós drámasorozat                                          | Luther        | Jelölve  |
| 2013 | Crime Thriller Awards                          | Legjobb férfi főszereplő                                                 | Idris Elba    | Jelölve  |
| 2013 | Crime Thriller Awards                          | Legjobb férfi mellékszereplő                                             | Warren Brown  | Jelölve  |
| 2013 | Crime Thriller Awards                          | Legjobb női mellékszereplő                                               | Ruth Wilson   | Jelölve  |
| 2013 | Royal Television Society Craft & Design Awards | Legjobb vágás drámasorozatban                                            | Katie Welland | Elnyerte |
| 2014 | Critics' Choice Television Award               | Legjobb tévéfilm vagy minisorozat                                        | Luther        | Jelölve  |
| 2014 | Critics' Choice Television Award               | Legjobb férfi mellékszereplő tévéfilmben vagy minisorozatban             | Warren Brown  | Jelölve  |
| 2014 | Golden Globe-díj                               | Legjobb férfi főszereplő (minisorozat vagy tévéfilm)                     | Idris Elba    | Jelölve  |
| 2014 | NAACP Image Awards                             | Legjobb férfi főszereplő tévéfilmben, minisorozatban vagy különkiadásban | Idris Elba    | Elnyerte |
| 2014 | NAACP Image Awards                             | Legjobb tévéfilm, minisorozat vagy különkiadás                           | Luther        | Jelölve  |
| 2014 | Primetime Emmy-díj                             | Legjobb férfi főszereplő (televíziós minisorozat vagy tévéfilm)          | Idris Elba    | Jelölve  |
| 2014 | Primetime Emmy-díj                             | Legjobb limitált vagy antológia sorozat                                  | Luther        | Jelölve  |
| 2014 | Primetime Emmy-díj                             | Legjobb forgatókönyv (limitált vagy antológia sorozat vagy tévéfilm)     | Neil Cross    | Jelölve  |
| 2014 | Royal Television Society Programme Awards      | Legjobb színész drámasorozatbab                                          | Idris Elba    | Elnyerte |
| 2016 | BAFTA Television Awards                        | Legjobb színész                                                          | Idris Elba    | Jelölve  |
| 2016 | Golden Globe-díj                               | Legjobb férfi főszereplő (minisorozat vagy tévéfilm)                     | Idris Elba    | Jelölve  |
| 2016 | NAACP Image Awards                             | Legjobb tévéfilm, minisorozat vagy különkiadás                           | Luther        | Jelölve  |
| 2016 | NAACP Image Awards                             | Legjobb férfi főszereplő tévéfilmben, minisorozatban vagy különkiadásban | Idris Elba    | Jelölve  |
| 2016 | Critics' Choice Television Award               | Legjobb férfi főszereplő tévéfilmben vagy minisorozatban                 | Idris Elba    | Elnyerte |
| 2016 | Screen Actors Guild-díj                        | Legjobb színész (minisorozat vagy tévéfilm)                              | Idris Elba    | Elnyerte |
| 2016 | Primetime Emmy-díj                             | Legjobb férfi főszereplő (televíziós minisorozat vagy tévéfilm)          | Idris Elba    | Jelölve  |
| 2016 | Primetime Emmy-díj                             | Legjobb tévéfilm                                                         | Luther        | Jelölve  |
| 2016 | Primetime Emmy-díj                             | Legjobb operatőr (limitált vagy antológia sorozat vagy tévéfilm)         | Luther        | Jelölve  |